# Bessac
Bessac é uma comuna francesa na região administrativa da Nova Aquitânia, no departamento de Charente. Estende-se por uma área de 10,55 km². Em 2010 a comuna tinha 110 habitantes (densidade: 10,4 hab./km²).